# Élections européennes de 2009 à Chypre
Les élections européennes se sont déroulées samedi 6 juin 2009 à Chypre pour désigner les six députés européens au Parlement européen, pour la législature 2009-2014.

## Résultats
La partition a été de 59,4 % (contre 72,5 % en 2004).
Les résultats complets sont les suivants :
|  | Parti       | 2009    | Sièges | Groupe au PE |
|  | ----------- | ------- | ------ | ------------ |
|  | DISY        | 35,65 % | 2      | PPE          |
|  | AKEL        | 34,9 %  | 2      | GUE/NGL      |
|  | DIKO        | 12,28 % | 1      | S&D          |
|  | EDEK        | 9,85 %  | 1      | S&D          |
|  | EVROKO      | 4,12 %  |        |              |
|  | KOP         | 1,5 %   |        |              |
|  | Matsakis M. | 0,88 %  |        |              |
|  | KEK         | 0,37 %  |        |              |
|  | ELAM        | 0,22 %  |        |              |
|  | Autres      | 0,23 %  |        |              |